# Association des Vendéens de Paris et d'Île-de-France
L'Association des Vendéens de Paris et d'Île-de-France, dont le nom statutaire est « Union Fraternelle des Vendéens de Paris », est une association à but non lucratif fondée le 27 mai 1893. Elle est régie par la loi du 1er juillet 1901. Elle a pour but d'entretenir chez ses membres l'amour de la Vendée, et d'accueillir les Vendéens habitant Paris et la région parisienne. Elle s'attache en outre à faciliter aux jeunes vendéens l'accès à la vie économique et sociale et participe à l'organisation de leurs loisirs.
L'association édite un magazine trimestriel : Le Vendéen de Paris et d'Île-de-France,.

## Histoire

### Création
Le 5 mars 1893, des Vendéens se réunissent au 111 rue Lafayette (10e arrondissement de Paris) pour créer une Société Amicale et Philanthropique, regroupant les personnes originaires de la Vendée (département).   
Le 27 mai 1893, un arrêté préfectoral autorise la société et approuve ses statuts. Les membres de l'association se réunissent pour un premier banquet le 18 février 1894 au célèbre restaurant gastronomique le Grand Véfour, situé dans la galerie de Beaujolais des jardins du Palais Royal.  

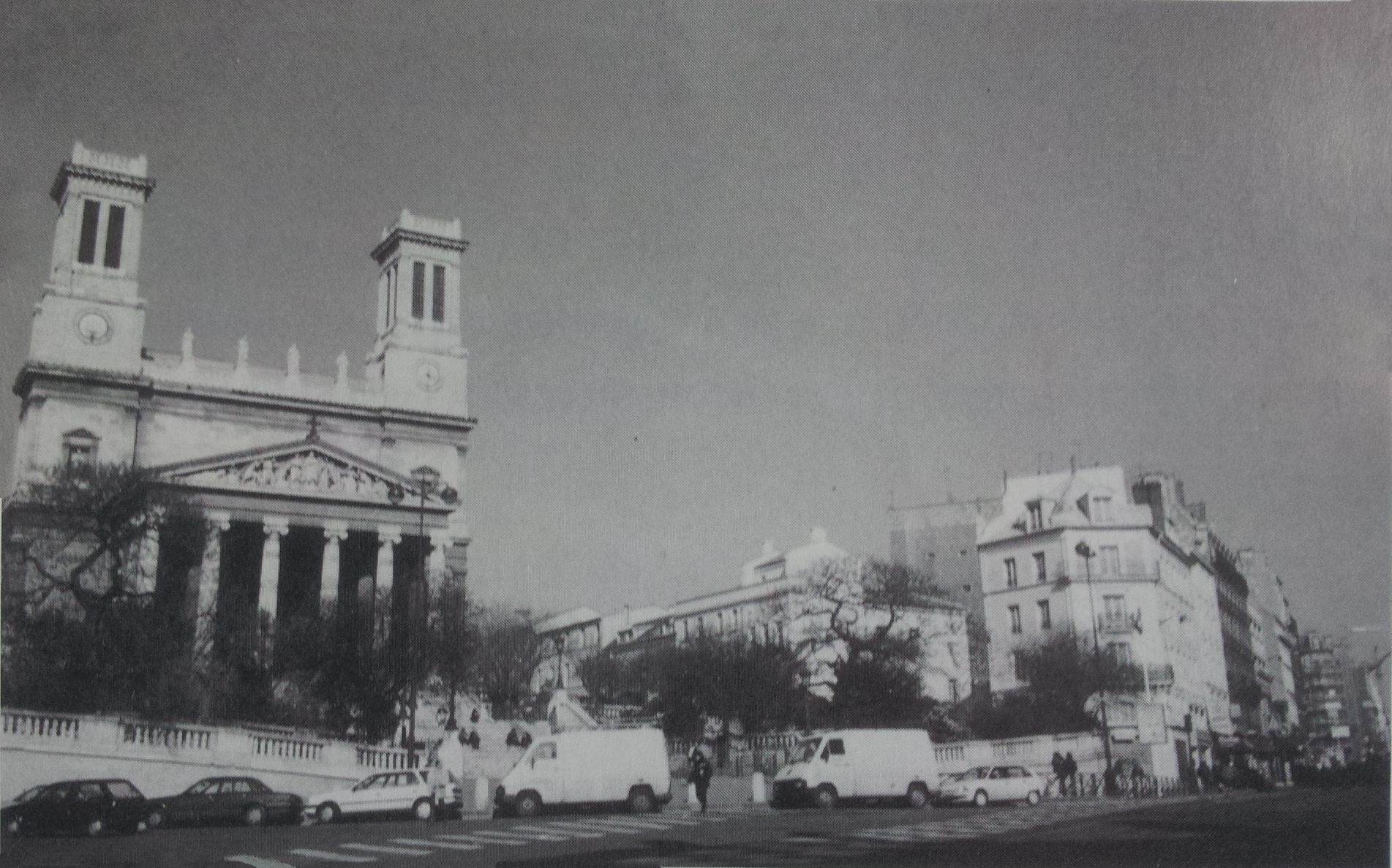
Le 5 mars 1893, l'association des Vendéens de Paris est créée au 111 rue Lafayette 75010 Paris, sous la présidence de René Giret.

### Missions

#### Rôle social et philanthropique
Dès son origine, l'association a une vocation sociale et philanthropique. Elle secourt les vendéens venus à Paris avec l'illusion d'y trouver facilement un emploi et un logement, et se retrouvant isolés et en situation de précarité : "Ayant dépensé toutes leurs économies pour acheter leur billet de chemin de fer - les gens étaient très pauvres alors, il n'y avait pas beaucoup d'argent dans les campagnes, puisque tout fonctionnait suivant le système du troc, par échanges de services ou de marchandises -, beaucoup se retrouvaient complètement démunis une fois débarqués dans la capitale. Pour leur venir en aide, les Vendéens de Paris organisèrent des banquets et des bals, dont le produit servit à secourir les nouveaux arrivants. On les soutenait financièrement le temps qu'ils parviennent à s'en sortir tout seuls, ou on leur payait le billet de retour".    
C'est à l'occasion d'une vente caritative de produits vendéens (gâteaux, mogette, jambon et Kamok) organisée par les Vendéens de Paris au profit des prisonniers de guerre en avril 1949 qu'on décide de créer le label Brioche Vendéenne, dans le but d'éviter toute confusion avec la brioche parisienne.    
En 2010, l'Association des Vendéens de Paris se mobilise pour venir en aide aux victimes de la tempête Xynthia. À cette occasion, elle organise une collecte de fonds auprès de ses membres : plus de 3 000 euros seront ainsi récoltés et remis au Syndicat ostréicole du Payré (réunissant les ostréiculteurs du pays talmondais) le 19 août 2010, au Port de la Guittière. 
En 2016, l'association devient partenaire du projet "Come in Vendée". Ce projet consiste à réunir des centaines d'entreprises et d'associations pour financer l'inscription au Vendée Globe 2016 du navigateur vendéen Jeff Pelet.  
Les 17 et 18 juin 2017, une équipe de jeunes adhérents de l'association participe à l'événement sportif Vendée Cœur, épreuve de 24 heures de stand up paddle en relais et visant à récolter des dons pour l'Étoile de Martin, association aux services des enfants malades du cancer. Ce sont 46 000 euros qui seront récoltés à cette occasion.

#### Loisirs et culture
L'Association des Vendéens de Paris se définit comme une amicale qui a vocation à rassembler ses membres autour de manifestations culturelles ou l'organisation de loisirs.   
Le 8 mai 2018, à l'occasion de la finale de la Coupe de France de football opposant le club des Herbiers (VHF) au PSG, les Vendéens de Paris organisent un rassemblement de supporters au Bistrot des Halles et escortent une équipe de cyclomotoristes venant de Vendée pour l'occasion.      

##### Périples cyclistes entre Paris et la Vendée
En 1903, une partie des adhérents de l'Association des Vendéens de Paris et d'Île-de-France créent la Ligue Amicale des Joyeux Cyclistes de l'Association Fraternelle des Vendéens de Paris (L.A.D.J.C.D.A.F.D.V.P.).

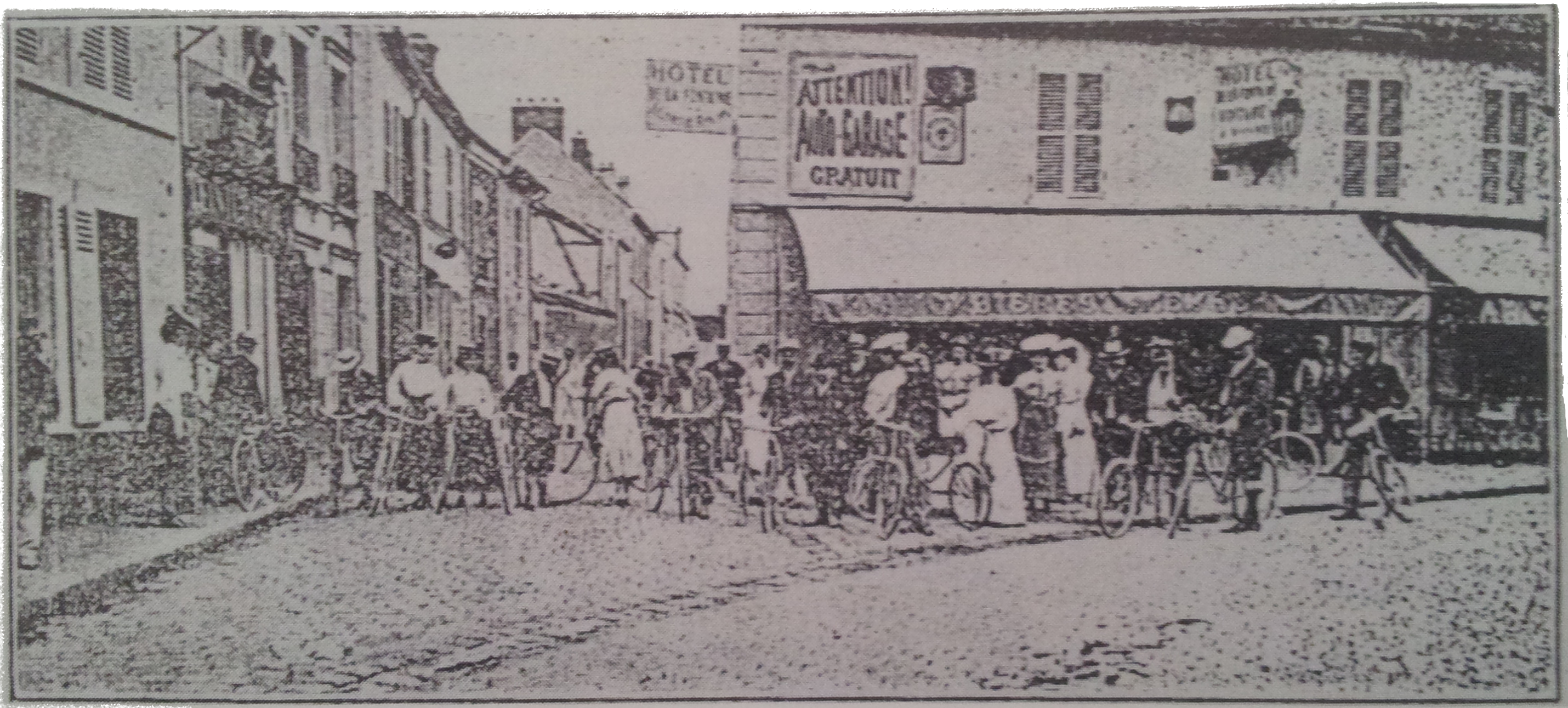
Sortie vélocipédique de l'association des Vendéens de Paris à Arpajon le 4 juin 1905.

En 1909, cinq cyclistes adhérents à l'Association des Vendéens de Paris et d'Île-de-France rallièrent Paris à Fontenay-le-Comte en Vendée chaque coureur effectuait alors le trajet entier, sans relais ni équipe d'assistance.
En 2013, à l'occasion des 120 ans de l'association et sous l'impulsion des adhérents et coorganisateurs Henri Maria et Thierry Chaillou, une randonnée cyclotouristique a été organisée du mardi 30 avril 2013 au samedi 4 mai 2013. Le départ fut donné à 7h au pied de la Tour Eiffel et l'arrivée finale sur le Remblai des Sables-d'Olonne sur la côte vendéenne. Le trajet de 600 km fut réalisé en cinq étapes : Paris/Étampes, Étampes/Blois, Blois/Saumur, Saumur/Pouzauges, Montournais/Les Sables-d'Olonne. Le parcours s'inspirait de celui qu'empruntaient autrefois les trains de la SNCF pour rallier la ville des Sables-d'Olonne à Paris sans changement en desservant toutes les gares des villes traversées. La dernière étape partait de la commune de Montournais où les cyclistes furent accueillis par la municipalité en présence du conseiller général du canton Jean-Pierre Lemaire. La Fanfare St Louis a joué quelques morceaux avant le départ des cyclistes.

## Activités récurrentes

### Le ravivage de la flamme de la tombe du Soldat inconnu
Depuis 1930, en mémoire de Georges Clemenceau, vendéen d'origine et proche de l'association,, l'Association des Vendéens de Paris participe au ravivage de la flamme de la tombe du Soldat inconnu le 24 novembre de chaque année, sous l'arc de triomphe de l'Étoile à Paris.

### Le jeu de palets vendéens
Le jeu de palets sur plaque de plomb est régulièrement pratiqué par un groupe de jeunes de l'Association des Vendéens de Paris depuis octobre 2012, dans un local, le Centre des Provinces Françaises situé dans le 14e arrondissement de Paris,.

### Le gala annuel
Chaque année, les membres de l'association se retrouvent lors d'un grand banquet organisé dans Paris, qui se termine par la traditionnelle "danse de la brioche". Le lieu change chaque année. 

### La sortie d'été
Chaque été, l'association organise une sortie en Vendée (département). En effet, de nombreux adhérents de l'association étant présents en Vendée durant la période estivale, des membres de l''association se réunissent annuellement pour effectuer des visites de sites vendéens à partir des années 70. Les Vendéens de Paris ont se sont notamment rendus dans les communes suivantes :  
- 1998 : Saint-Philbert-de-Bouaine[30] (le 20 juillet) Saint-Michel-en-l'Herm[29] (le 13 août)
- 2000 : Faymoreau[31]
- 2002 : Sallertaine[32]
- 2003 : Tiffauges[33] / Vouvant-Mervent[34]
- 2004 : La Roche-sur-Yon (en juillet)[34] et Apremont (en août)[35]
- 2006 : Historial de la Vendée (Lucs-sur-Boulogne) et la Maison des libellules (Chaillé-sous-les-Ormeaux)[36]
- 2007 : Luçon
- 2009 : Talmont-Saint-Hilaire (en juillet) et Chambretaud (en août)[37]
- 2012 : Centre minier de Faymoreau (Faymoreau) (en juillet) et Tiffauges (en août)[38]
- 2013 : Olonne-sur-Mer[39], (le 21 aout).
- 2014 : Apremont (Vendée)[40]

- 2015 : Rocheservière et le Logis de la Chabotterie à Saint-Sulpice-le-Verdon[41].

- 2016 : La Roche-sur-Yon[42]
- 2017 : Le Refuge de Grasla et Cugand
- 2018 : Le marais breton vendéen (Beauvoir-sur-Mer et Notre-Dame-de-Monts)[43]
- 2019 : Saint-Michel-en-l'Herm
- 2020 : Mouilleron-Saint-Germain
- 2021 : Vouvant
- 2022 : Les Sables d'Olonne

## Publications

### Journal
L'association édite un magazine trimestriel, Le Vendéen de Paris et d'Île-de-France, qui annonce ses événements à Paris et en Vendée,. 

#### Histoire
La première édition date du 1er décembre 1897, c'était alors une revue mensuelle. Gratuit pour les sociétaires, le journal coûtait 5 centimes aux autres. 

#### Direction
C'est Emmanuel Aimé, originaire de L'Orbrie, qui le premier dirigera la publication de la revue, de 1897 à 1900. De 1900 à son interruption en 1914, le journal devenu "bulletin" sera dirigé collectivement par le bureau de l'association. Ensuite, les responsables de la publication seront :
- De 1922 à 1932 : M.Bacquet, trésorier secrétaire et rédacteur ;
- De 1933 à 1937 : Paul Devigne, originaire de Barbâtre ;
- De 1938 à son décès en 1967 : Joseph Marchand ;
- De 1968 à 1999 : André Burgaud, Alcide Richard, Alcide Avril, Annie Launay, Geneviève de Villedieu ;
- De 1999 à 2016 : Thierry du Perray ;
- Depuis décembre 2016 : Henri Maria.

### Autres publications
L'Association des Vendéens de Paris a publié deux plaquettes pour célébrer des anniversaires :
- La plaquette des 100 ans de l'association (1893-1993), publiée sous la présidence de Gérard Sachot, et qui retrace l'histoire des Vendéens de Paris de sa création jusqu'en 1993. 
- La plaquette des 120 ans de l'association (1893-2013), publiée en 2014 sous la présidence de Thierry du Perray, et qui expose les faits marquants de l'association, plus particulièrement ceux qui se sont déroulés de 1993 à 2013. 

## Administration

### Liste des présidents de l'association des Vendéens de Paris
Quatorze présidents se sont succédé en 120 ans, entre 1893 et 2013. L'association est actuellement présidée par trois coprésidents depuis le 22 mars 2014.
| N° | Portrait                                                              | Nom                                             | Début du mandat | Fin du mandat    | Origine Géographique                             | Notes                                                                                      |
| -- | --------------------------------------------------------------------- | ----------------------------------------------- | --------------- | ---------------- | ------------------------------------------------ | ------------------------------------------------------------------------------------------ |
| 1  |                                                                       | René Giret                                      | 5 mars 1893     | 26 mars 1893     | Vouillé-les-Marais                               | Courtier en vins                                                                           |
| 2  |                                                                       | Auguste Papin                                   | 26 mars 1893    | 25 janvier 1896  | Fontenay-le-Comte                                | Directeur d'assurances                                                                     |
| 3  |                                                                       | Pierre Grelier                                  | 26 janvier 1896 | 9 janvier 1897   | Challans                                         | Directeur du Maître Populaire des langues                                                  |
| 4  |                                                                       | Pierre Cornière                                 | 9 janvier 1897  | 1902             | Moutiers-sur-le-Lay                              | Correcteur à l'Imprimerie Nationale                                                        |
| 5  |                                                                       | Amand Chevallereau                              | 1902            | 1932             | Fontenay-le-Comte                                | Médecin de la Clinique Médicale des Quinze-Vingts, rédacteur en chef de la France Médicale |
| 6  | Président de l'association des vendéens de Paris de 1932 à 1954.      | Pierre Gaudin                                   | 1932            | 1954             | Saint-Martin-de-Brem (Brem-sur-Mer)              | Avocat au Conseil d'État et à la Cour de Cassation                                         |
| 7  | Président de l'association des vendéens de Paris de 1954 à 1965.      | Léon Chanson                                    | 1954            | 1965             | L'Oie                                            | Ingénieur                                                                                  |
| 8  | Président de l'association des vendéens de Paris de 1965 à 1969.      | Paul Mayeux                                     | 1965            | 1969             | Les Sables-d'Olonne                              |                                                                                            |
| 9  | Président de l'association des vendéens de Paris de 1969 à 1975.      | André Burgaud                                   | 1969            | 1975             | Talmont-Saint-Hilaire                            | Ingénieur principal à la caisse de retraites SNCF                                          |
| 10 | Président de l'association des vendéens de Paris de 1975 à 1981.      | Alexandre Couzinet                              | 1975            | 1981             | L'Aiguillon-sur-Mer                              | Ingénieur                                                                                  |
| 11 | Président de l'association des vendéens de Paris de 1981 à 1984.      | Daniel Llorca                                   | 1981            | 1984             | La Meilleraie-Tillay                             | Comptable dans les assurances                                                              |
| 12 | Président de l'association des vendéens de Paris de 1984 à 1991.      | Georges Laroche                                 | 1984            | 1991             | Saint-Germain-de-Prinçay                         | Inspecteur Commercial                                                                      |
| 13 | Président de l'association des vendéens de Paris de mars 1991 à 1998. | Gérard Sachot                                   | mars 1991       | 1998             | Le Boupère                                       | Commerçant                                                                                 |
| 14 | Président de l'association des vendéens de Paris à partir de 1998.    | Thierry du Perray                               | 1998            | 31 décembre 2013 | Les Sables-d'Olonne                              | Cadre de gestion                                                                           |
| 15 |                                                                       | Henri Maria Thierry Chaillou Daniel Esnault     | 22 mars 2014    | 7 mars 2020      | Montournais Nesmy Notre-Dame-de-Monts            | Juriste Officier de l'Armée de Terre Directeur comptable retraité                          |
| 16 |                                                                       | Thierry Chaillou Philippe Sachot Daniel Esnault | 7 mars 2020     | en cours         | Nesmy Moutiers-les-Mauxfaits Notre-Dame-de-Monts | Officier de l'Armée de Terre Cadre de banque Directeur comptable retraité                  |

### Nombre d'adhérents
L'association croît progressivement et atteint un millier d'adhérents en 1932. En 1993, l'Association des Vendéens de Paris compte plus de 750 adhérents, originaires de 74 communes vendéennes. En 2016, elle compte environ 400 adhérents.

### Personnages publics membres de l'association
Dans les années 1990, l'association compte de nombreux parlementaires parmi ses membres. On y retrouve notamment Philippe de Villiers, Jean-Luc Préel, Jacques Oudin, Joël Sarlot, Louis Guédon, Louis Moinard, Michel Crucis ou encore Philippe Darniche.